# Kechasker
Kechasker (ryska: Кечаскер, azerbajdzjanska: Köçəsgər) är en ort i Azerbajdzjan.   Den ligger i distriktet Ağstafa Rayonu, i den västra delen av landet, 400 km väster om huvudstaden Baku. Kechasker ligger 421 meter över havet och antalet invånare är 5 223.
Terrängen runt Kechasker är platt åt nordost, men åt sydväst är den kuperad. Runt Kechasker är det ganska tätbefolkat, med 72 invånare per kvadratkilometer.. Närmaste större samhälle är Qazax, 12,9 km väster om Kechasker.
Trakten runt Kechasker består till största delen av jordbruksmark.